# Транзитне мито
Транзи́тне ми́то — мито на товари, що переміщуються в режимі транзиту через митну територію України.
Транзитне мито стягується за перевезення товарів іноземного виробництва через митну територію країни.
Транзитне мито стримує товарні потоки, розглядається як украй небажане, що порушує нормальне функціонування міжнародних зв'язків. Транзитне мито встановлюється, як правило, лише для покриття витрат, пов'язаних з контролем транзиту іноземних вантажів.
Всі країни зацікавлені в збільшенні транзиту через їх територію, тому цей вид мита застосовується дуже рідко. Більшість країн стягує різні збори: дозвільні, гербові, статистичні, плати за переміщення вантажів через митну територію держави.
Певний час транзитне мито було досить популярним заходом фіскального характеру. Але з часом, ураховуючи той факт, що всі держави зазвичай зацікавлені у збільшенні транзиту через їхню територію, оскільки це приносить чималі дивіденди, транзитне мито стало об'єктом міжнародних переговорів, і у більшості країн припинило своє існування. Так, відповідно до статті V ГАТТ країни-учасниці даної організації взяли на себе обов'язок щодо свободи транзиту через територію кожної з країн-учасниць, тобто звільнення транзитних товарів від митних та транзитних зборів.